# Mangole
La isla Mangole (en indonesio: Pulau Mangole; llamada anteriormente también como xulla Mangola.) Es una isla de 1.228,5 km² en las islas Sula, que a su vez forman parte de las Islas Molucas en Indonesia.Su posición está fijada mediante las coordenadas geográficas 1°52′48″N 125°48′0″O / 1.88000, -125.80000, al este de la isla Taliabu y al norte de la isla Sanana. Unas 38.000 personas  viven en la isla de Mangole. En su  economía predomina la industria de la madera.
La costa de Mangole es de alrededor de 295 km de largo, su capital es la localidad de Auphonia ubicada en el suroeste. Mangole es, en gran medida, montañosa y boscosa.
Al igual que las otras islas de Sula, pertenecía al Sultanato de Ternate. Los Países Bajos, a partir de 1683, la convirtieron en su colonia, que se mantuvo hasta 1949. A continuación, pasó a formar parte de la provincia de Maluku (Molucas). Posteriormente,  desde 1999 integra la recién creada provincia de Maluku Utara.
La mayoría de sus habitantes pertenecen a las etnias malayopolinesias.  En un principio, los residentes de Mangole eran probablemente del este de Célebes. La mayoría de la población practica lo establecido por las creencias aborígenes. En los últimos años, sin embargo, la proporción que profesa el islam ha ido aumentando. Se usa oficialmente el idioma indonesio, aunque localmente se utiliza el idioma Taliabu.